# Briançonnet
Briançonnet é uma comuna francesa na região administrativa da Provença-Alpes-Costa Azul, no departamento Alpes Marítimos. Estende-se por uma área de 24,32 km², com  (Briançonnois) 170 habitantes, segundo os censos de 1999, com uma densidade de 6 hab/km².